# Edmund Lindmark
Karl Edmund Lindmark (Umeå, 1894. július 6. – Stockholm, 1968. február 11.) olimpiai bajnok svéd tornász, műugró.
Az 1920. évi nyári olimpiai játékokon indult tornában és a svéd rendszerű csapat összetettben aranyérmes lett.
Az 1924. évi nyári olimpiai játékokon már, mint műugró indult és műugrásban (mai 3 méteresnek felel meg) 4. lett
Az 1928. évi nyári olimpiai játékokon is műugrásban indult és a 3 méteres műugrásban a 13. helyen végzett.
Klubcsapatai a GK Gymnos és a Stockholms KK voltak.
Lánya, Else-Marie Lindmark-Ljungdahl szintén olimpikon (kajakozó).